# Ophthalmis linceoides
Ophthalmis linceoides là một loài bướm đêm trong họ Noctuidae.